# نزهة الصقلي
نزهة الصقلي سياسية مغريبة منتمية لحزب التقدم والاشتراكية ولدت في 25 مايو 1950 بالجديدة، وتولت منصب وزيرة التضامن والمرأة والأسرة والتنمية الاجتماعية بين سنوات 2007 ويناير 2012 خلال حكومة عباس الفاسي. كما حصلت على درجة الصيدلة من جامعة مونبلييه.

## روابط خارجية
- الموقع الرسمي
- صفحتها على موقع الوزارة